# دانا بوينتي
دانا جيمس بوينتي (بالإنجليزية: Dana James Boente)‏ هو محامي أمريكي ولد في يوم 7 فبراير 1954 في بلدة كارلينفيل في إلينوي، في يناير 2018 أصبح كبير محامي مكتب التحقيقات الفيدرالي بعد أن خلف جيمس بيكر وبقي في منصبه إلى يونيو 2020 حيث قدم استقالته بسبب ضغوط إدارة دونالد ترامب.